# NIO ES8
NIO ES8 – elektryczny samochód osobowy typu SUV klasy wyższej produkowany pod chińską marką NIO od 2018 roku. Od 2023 roku produkowana jest druga generacja modelu.

## Pierwsza generacja

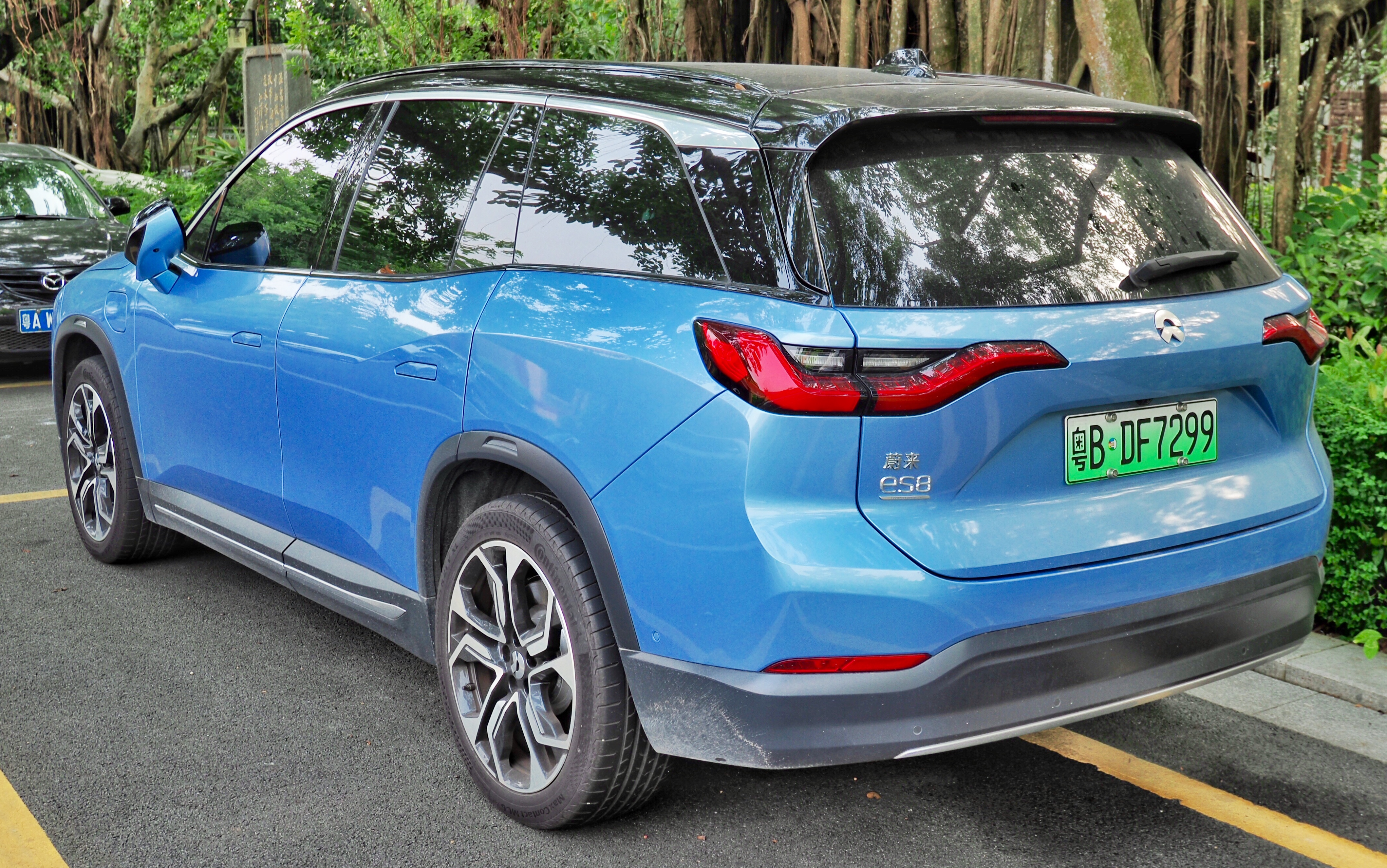
NIO ES8 I - tył

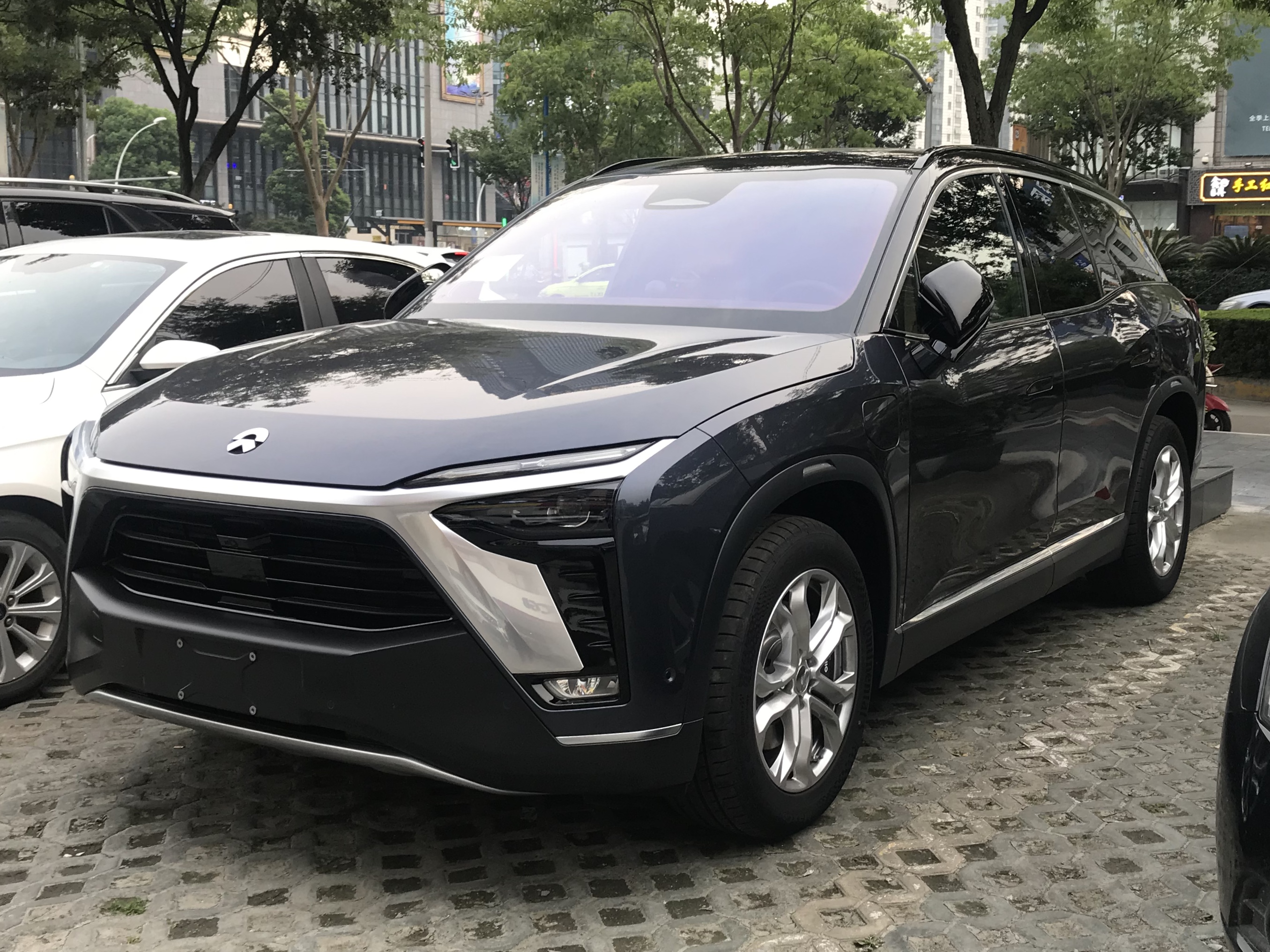
NIO ES8 I po liftingu

NIO ES8 I został zaprezentowany po raz pierwszy w 2017 roku.
ES8 został opracowany przez chiński startup NIO jako jego pierwszy, klasyczny samochód osobowy przeznaczony do masowej produkcji z myślą o konkurowaniu z produktami konkurencyjnych innowacyjnych firm jak Tesla czy Byton. Samochód przyjął postać dużego SUV-a klasy wyższej, będąc pierwszym modelem NIO utrzymanym kierunku stylistycznym później zaadaptowanym przez mniejsze modele. Pojazd przeszedł obszerne testy przedprodukcyjne na terenie chińskiej prowincji Mongolia Zewnętrzna.
Pas przedni zyskał wąskie, strzeliste reflktory umieszczone na krawędziach maski, a także dużą imitację wlotu powietrza przedzielonymi dwiema pionowymi poprzeczkami. Z tyłu znalazły się z kolei wielokształtne reflektory wykonane w technologii LED. Kokpit zdobią dwa ekrany, z czego centralny służy do sterowania funkcjami nawigacji, radia czy systemu multimedialnego.

### Lifting
W kwietniu 2020 roku NIO ES8 przeszło drobną restylizację nadwozia, która objęła głównie wygląd pasa przedniego. Samochód zyskał przemodelowany wlot powietrza i zderzak, a także nowe wkłady dolnego rzędu świateł dziennych wykonane w technologii LED, zachowując te same parametry układu napędowego.

### Sprzedaż
NIO ES8 przez pierwsze 3 lata rynkowej obecności był samochodem produkowanym i oferowanym wyłącznie z przeznaczeniem na wewnętrzny rynek chiński. W październiku 2021 roku producent rozpoczął eksport tego sztandarowego SUV-a na pierwszy zagraniczny rynek za pośrednictwem nowo otwartego przedstawicielstwa w Norwegii, największym europejskim rynku dla samochodów elektrycznych. Podobnie jak na rodzimym rynku, NIO ES8 jest pozycjonowane w Europie jako samochód konkurujący z pojazdami marek premium.

### Dane techniczne
Elektryczny napęd NIO NS8 tworzą dwa silniki elektryczne o mocy 643 KM i 840 Nm maksymalnego momentu obrotowego, pozwalając na rozpędzenie się od 0 do 100 km/h w 4,4 sekundy. Podstawowy wariant oferuje baterię o pojemności 70 kWh, która oferuje maksymalny zasięg 355 kilometrów. Przy okazji restylizacji w 2020 roku poszerzono także o znacznie większą baterię o pojemności 100 kWh, z czego topowy wariant oferuje maksymalny zasięg na jednym ładowaniu do ok. 500 kilometrów. Oprócz funkcji tradycyjnego ładowania, NIO ES8 obsługuje też autorską technologię modułowej wymiany akumulatorów, wyraźnie szybszej i zapewniającej większą swobodę na dalszych dystansach.

## Druga generacja

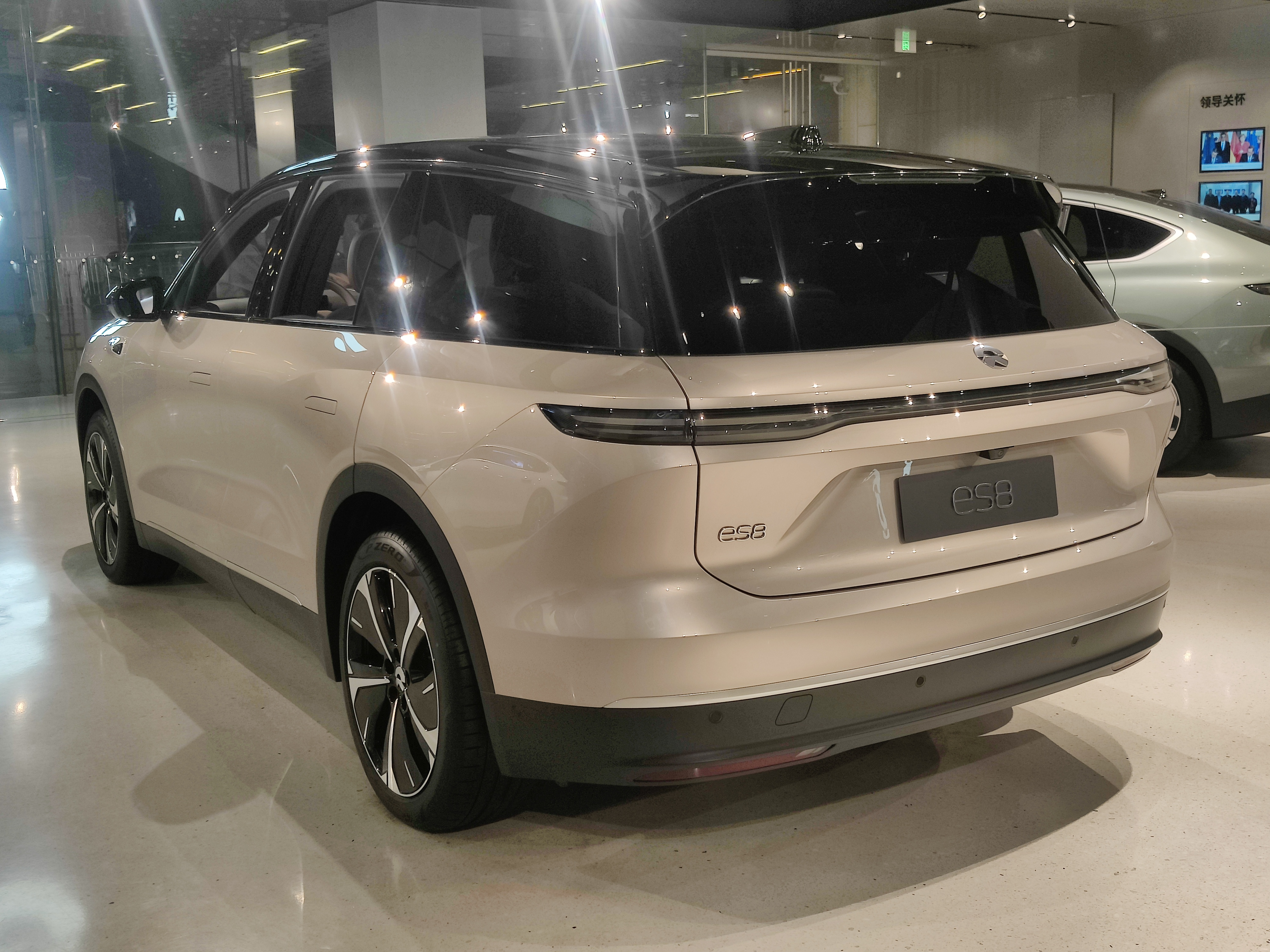
NIO ES8 II - tył

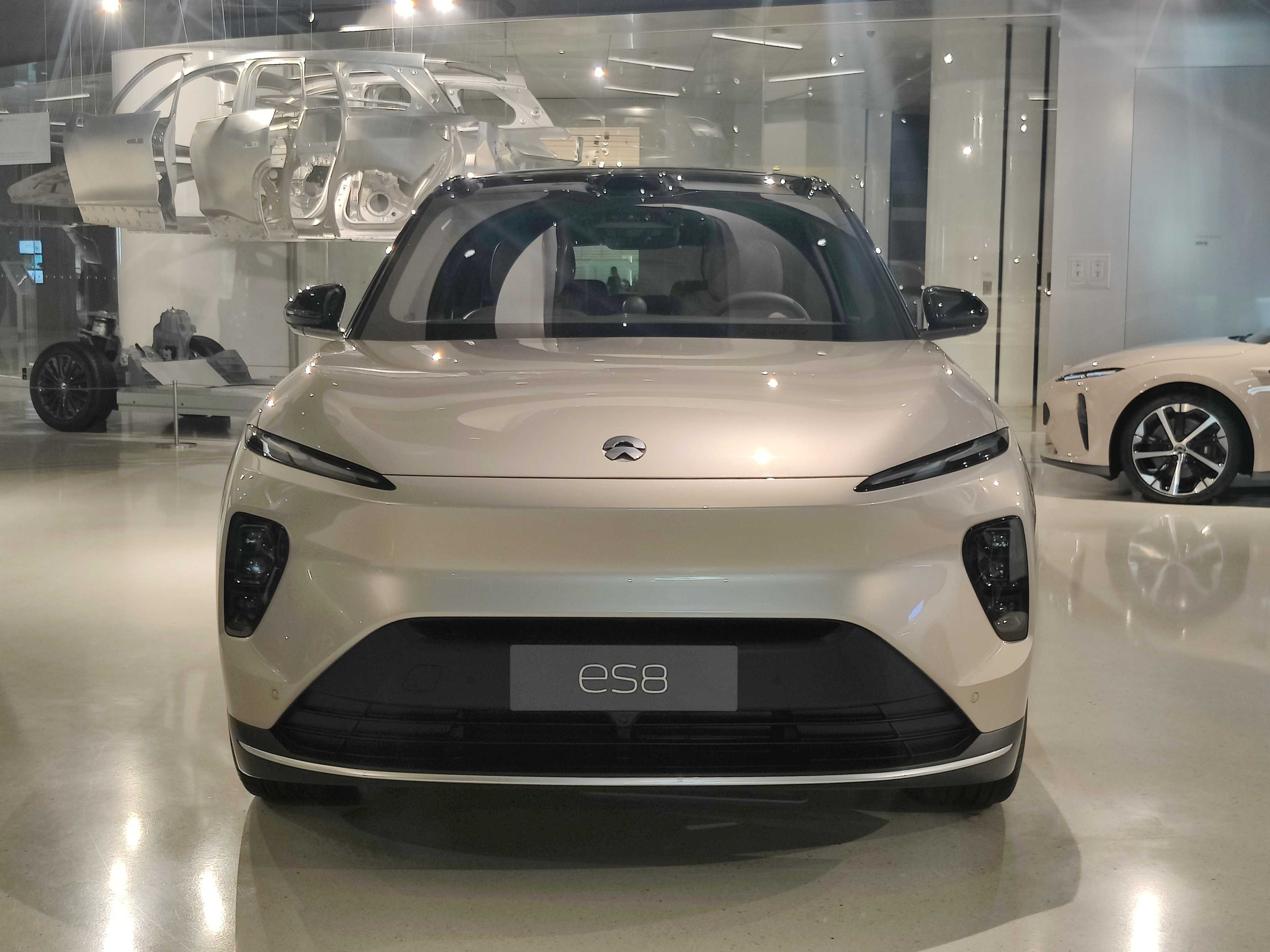
NIO ES8 II - pas przedni

NIO ES8 II został zaprezentowany po raz pierwszy w 2022 roku.
Ponad 5 lat po debiucie ES8 pierwszej generacji jako pierwszego masowo produkowanego samochodu chińskiego startupu NIO ujawniono pierwsze informacje na temat zupełnie nowego, drugiego wcielenia flagowego SUV-a ES8. Samochód oparty został na nowej generacji płyty podłogowej o nazwie 2.0 platform, współdzieląc ją z nieznacznie mniejszymi modelami ES7 i EC7. Przełożyło się to na większy rozstaw osi oraz szersze i dłuższe nadwozie, zapewniając większą przestronność dla pasażerów kabiny pasażerskiej.
Pod kątem wizualnym NIO ES8 drugiej generacji przeszło ewolucyjny zakres zmian, upodabniając się do nowszych modeli w gamie poprzez pozbawiony chromowanych ozdobników pas przedni i agresywniej zarysowane dwurzędowe reflektory. Linię boczną pozbawiono dotychczasowych wybrzuszeń, a tylną część nadwozia zamiast dwuczęściowych łukowatych lamp zastąpiła węższa, biegnąca przez całą szerokość listwa świetlna. Nadwozie wzbogaciły trzy radary systemu półautonomicznej jazdy przy krawędzi dachu, a także kamery monitorujące otoczenie w błotnikach. Deskę rozdzielczą zapożyczono z pokrewnego NIO ES7, a kabina ponownie pozwala transport do 7 pasażerów.

### Sprzedaż
Początek produkcji oraz sprzedaży drugiej generacji NIO ES8 został wyznaczony na czrwiec 2023 roku, najpierw z ograniczeniem do wewnętrznego rynku chińskiego, by następnie poszerzyć zasięg także o najważniejszy rynek eksportowy: wyselekcjonowane kraje Europy Zachodniej jak Norwegia, Holandia czy Niemcy. Jeszcze w styczniu 2023 europejski oddział firmy poinformował, że w wyniku przegranej sądowej dysputy z Audi wzorem mniejszego EL7, w tym regionie topowy SUV drugiej generacji otrzymał nazwę NIO EL8.

### Dane techniczne
NIO ES8 drugiej generacji to samochód elektryczny, do którego napędu wykorzystano tym razem w pakiet dwóch silników elektrycznych rozmieszczonych kolejno przy przedniej i tylnej osi, rozwijając łączną moc 643 KM i 850 Nm maksymalnego momentu obrotowego. Pozwala to rozpędzić się do 100 km/h w 4,1 sekundy. Do dyspozycji klientów przewidziano trzy pakiety akumulatorów obsługujące techologię Battery Swap: 75 kWh z zasięgiem CLTC 465 kilometrów, 100 kWh z zasięgiem CLTC 605 kilometrów oraz 150 kWh z zasięgiem do 900 kilometrów.